# 圣安东尼奥-杜普拉纳尔图
圣安东尼奥-杜普拉纳尔图是巴西南大河州的一个市镇。总面积206.507平方公里，总人口2029人，人口密度9.8人/平方公里。